# Biblioteca Lazzerini
La biblioteca comunale "Alessandro Lazzerini" è la principale biblioteca di Prato e centro di coordinamento del Sistema bibliotecario provinciale pratese.

## Storia
Il nucleo storico della Biblioteca è costituito dalla biblioteca privata del monsignor Alessandro Lazzerini (1765-1836) donata, per sue volontà testamentarie, alla città di Prato. Diverse difficoltà impedirono però di realizzare con questi libri una biblioteca aperta al pubblico. Nel 1928 questi volumi furono collocati in alcuni locali della Biblioteca Roncioniana. Alla fine degli anni '70 l'amministrazione comunale decise di creare una grande biblioteca pubblica inaugurata il 23 settembre 1978 in via del Ceppo Vecchio,7.
Negli anni successivi, dato lo sviluppo dei servizi, l'Amministrazione comunale decise di aprire una nuova sede più ampia nell'ex Cimatoria Campolmi, in Via Puccetti, 3.
Il restauro dell'antico opificio tessile di origine ottocentesca, esempio di archeologia industriale, è stato affidato dal Comune di Prato alla Ditta Ediltecnica di Foligno, all'architetto Marco Mattei e ad un gruppo di lavoro interno per la progettazione esecutiva degli allestimenti. La nuova sede è stata inaugurata il 24 novembre 2009.

### Direttori
- Nuti Giuseppe e Livia Draghici, settembre 1978 - ottobre 1987
- Livia Draghici, novembre 1987 - febbraio 1994
- Franco Neri, giugno 1994 - ottobre 2016
- Antonio Avitabile,  novembre 2016 - luglio 2020
- Rosanna Tocco, luglio 2020 - 31 dicembre 2021
- Paola Pinzani, 1 gennaio 2022 -

## Patrimonio
Complessivamente sono presenti 250.000 tra libri, opuscoli e periodici provenienti da diverse fonti: il fondo iniziale deriva dalla biblioteca di Alessandro Lazzerini, prelato romano discendente da famiglia pratese. Successivamente oltre agli acquisti correnti si sono aggiunti 10 fondi speciali proveniente da personalità legate alla storia della città. Di rilievo una consistente emeroteca e un fondo interculturale in 70 lingue avviato nel 1999. Rilevante anche il patrimonio storico di Cinquecentine e Settecentine. Sono presenti anche fondi speciali e una sezione locale con materiale relativo alla storia e alla cultura della città di Prato.

### Fondi
Sono presenti attualmente 11 fondi di personalità legate alla città di Prato.  
Fondo Ceri
Raccoglie opuscoli, i volantini, riviste e manifesti di propaganda legati alla Prima Guerra mondiale, alle lotte politiche del dopoguerra ed al ventennio fascista.
Fondo Giovannini

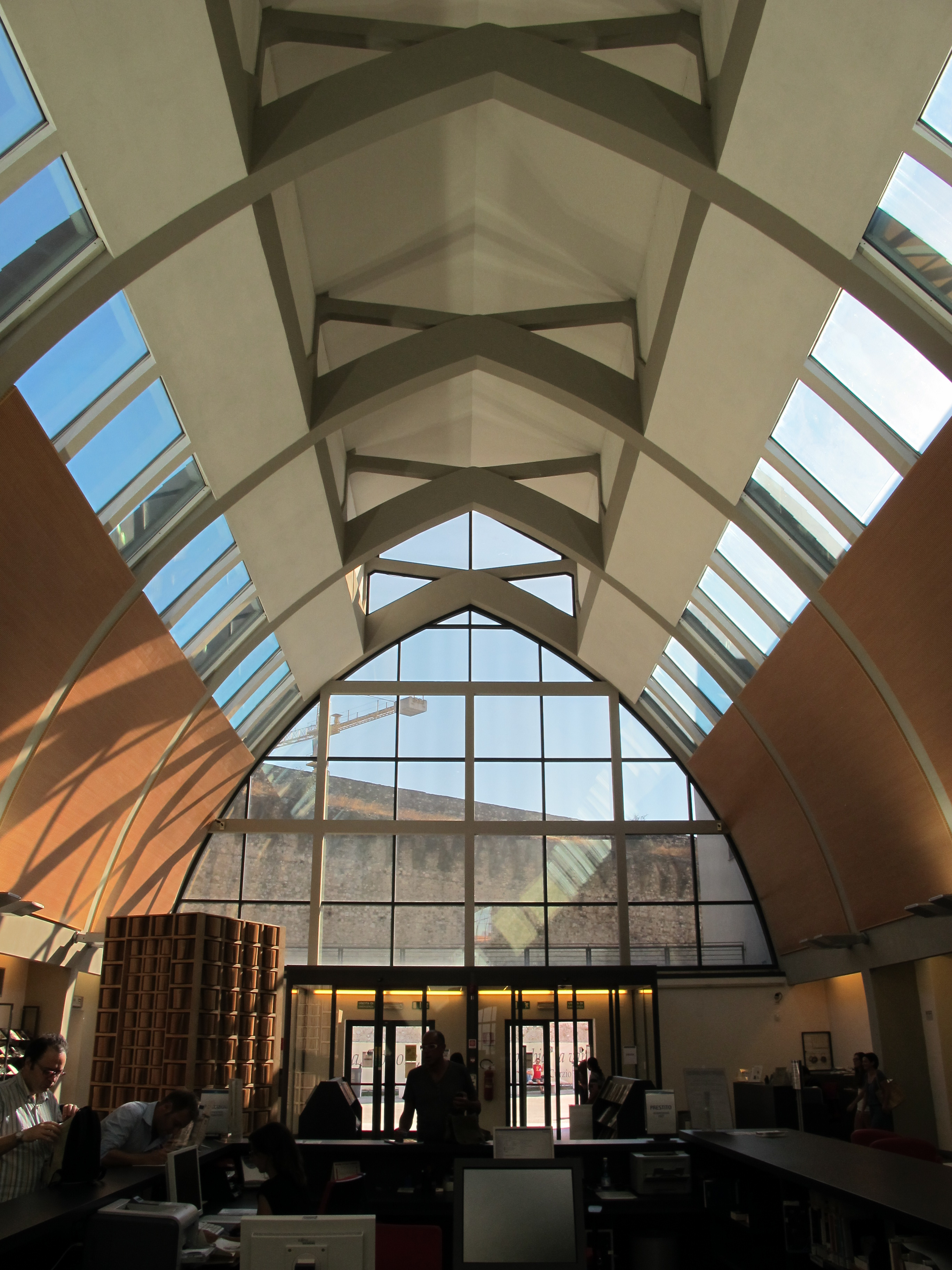
Hall di ingresso

Raccoglie la biblioteca personale di Roberto Giovannini, ex sindaco di Prato con moltissimo materiale relativo alla storia locale di Prato ed una ampia sezione sul teatro.
Fondo Innocenti
2500 volumi e 500 cataloghi di mostre italiane e straniere che facevano parte della biblioteca personale del giornalista e critico d'arte Mauro Innocenti (1923-1981) 
Fondo Lazzerini
8288 volumi e miscellanee cronologicamente compresi tra il 1500 e il 1834 appartenenti a Alessandro Lazzerini, (1765-1836) canonico, professore di diritto pubblico e socio di varie Accademie. Donò in vita la sua biblioteca a Prato, città di origine della sua famiglia.  
Fondo Melis
Circa 6.000 pezzi di cui 2500 volumi e 3500 tra opuscoli, dattiloscritti e estratti dell'economista Federigo Melis (1914-1973).
Fondo Meoni
7500 volumi, opuscoli e riviste, di  carattere letterario dello scrittore pratese Armando Meoni (1894-1984).
Fondo musicale Nannicini
Donata da Sergio Nannicini il fondo comprende ca. 1000 CD di musica classica.
Fondo Petri
bibliofilo pratese Aldo Petri,  2065 volumi, 304 annate di periodici, oltre 2300 opuscoli, 1765 fra stampe e incisioni e conteneva opere rare e preziose.
Fondo Vannini
Fondo Zilli
Raccolta Malaparte
Raccolta delle edizioni italiane e straniere di tutte le opere di Curzio Malaparte.

### Biblioteca storica dell'Istituto Francese di Firenze
Circa 35.000 volumi e 435 titoli di riviste, alcune delle quali dei primi decenni del sec. XIX, precedentemente collocati in Palazzo Lenzi, sede fiorentina dell'Istituto francese di Firenze.

### Polo regionale di documentazione interculturale
Nel 2003 la Regione Toscana ha affidato alla Biblioteca il compito di organizzare un servizio regionale a sostegno di biblioteche, scuole e associazioni che svolgono attività legate all'intercultura. Il servizio è volto a promuovere raccolte di libri in lingua, la valorizzazione della lingua madre, l'apprendimento dell'italiano come seconda lingua e il dialogo interculturale.

### Agenzia formativa
Dal 2003 è una agenzia formativa accreditata dalla Regione Toscana, e da luglio 2005 ed è certificata ISO 9001:2008. Svolge formazione per adulti nel campo linguistico (corsi di italiano per gli stranieri immigrati), promozione della lettura e del multiculturalismo.